# الأسطول الأبيض العظيم

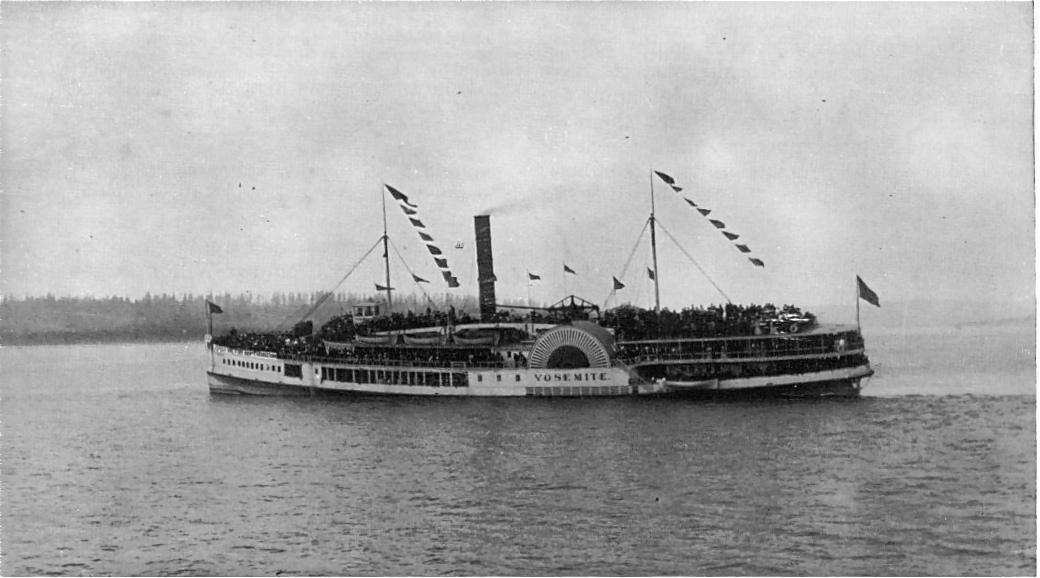
سفينة يوسمايت الحربية - أحد السفن الموكلة بمهمة روزفلت

الأسطول الأبيض العظيم، هو الاسم الشائع لسفن الولايات المتحدة الحربية القوية اللتي أكملت رحلة في جميع أنحاء العالم من 16 ديسمبر 1907 إلى 22 فبراير 1909م، بأمر من رئيس الولايات المتحدة ثيودور روزفلت. كانت مهمتها القيام بزيارات ودودة ومجاملة للعديد من البلدان، مع عرض قوة بحرية أمريكية جديدة للعالم.
كانت الأسطول يتألف من 16سفينة حربية مقسمة إلى سربين، إلى جانب العديد من السفن المرافقة، سعى روزفلت لإظهار القوة العسكرية الأمريكية المتنامية وقدرة بحرية المياه الزرقاء. على أمل إنفاذ المعاهدات وحماية الممتلكات في الخارج، خصص كونغرس الولايات المتحدة الأموال لبناء القوة البحرية الأمريكية. ابتداء من ثمانينيات القرن التاسع عشر بتسعين سفينة صغيرة، أكثر من ثلثها خشبي وبالتالي عفا عليها الزمن، نمت البحرية بسرعة لتشمل سفن جديدة من الصلب المقاتل. تم طلاء أجسام السفن بلون أبيض صارخ.مما أعطى الأسطول لقب" الأسطول الأبيض العظيم.